# منطقة هازارباج
هازارباج رمزها «HA» (بالإنجليزية: Hazaribag)‏ ، هو تقسيم إداري لدولة الهند تتبع ولاية جهارخاند (بالإنجليزية: Jharkhand)‏ ، مركزها هو مدينة هازارباج (بالإنجليزية: Hazaribag)‏ عدد سكانها حسب تعداد سنة 2001 هو 2,277,108 ، مساحتها 6,154 كم² وكثافة السكان 370 لكل كم² .